# Ladislaus Weinek
Ladislaus (László) Weinek (født 13. februar 1848 i Buda, død 12. november 1913 i Prag) var en østrig-ungarsk astronom.
Weinek var den første observatør ved observatoriet i Leipzig 1875-82, professor ved det tyske universitetet i Prag og direktør for universitetets observatorium fra 1883. Han deltog i 1874 i den tyske ekspedition til Kerguelen for at observere Venuspassagen det pågældende år.
Ladislaus Weinek udgav flere afhandlinger, primært indenfor den praktiske astronomi. Han har især vundet sig et navn ved sine tegninger af Månen (Originalzeichnungen des Mondes [Prag 1886, 1890, 1893, 1901], Photographischer Mond-Atlas [smst. 1897—1900] med Erläuterungen [smst. 1901]). Af hans øvrige arbejde kan nævnes Die Photographie in der messenden Astronomie (Halle 1879), Definitive Resultate aus den Prager Polhöhen Messungen 1889—92 und 1895-99 (Prag 1903), Aberration der Gestirne (Wien 1905), Josef Georg Böhm i Die Kunstuhren auf der k. k. Sternwarte zu Prag (Prag 1908), Die Reise der deutschen Expedition zur Beobachtung des Venusdurchganges am 9. Dezember 1874 nach der Kerguelen-Insel und ihr dortiger Aufenthalt (smst. 1911). Som direktør for observatoriet har han hvert år siden 1883 udgivet Astron., magnet, und meteor. Beobachtungen an der k. k. Sternwarte zu Prag og Astron. Beobacht. auf der Sternwarte Prag in den Jahren 1900—09 (1907, 1912), hvor der er optrykt flere mindre afhandlinger.